# 上海东锦江希尔顿逸林酒店
上海东锦江希尔顿逸林酒店前身為东锦江索菲特大酒店，是一個位於中华人民共和国上海市由希尔顿逸林经营的酒店，也是中国第十家希尔顿逸林酒店。

## 历史
該酒店高207（679英尺），共有47层，于2002年完工。2012年，上海锦江国际酒店（集团）股份有限公司與希尔顿逸林达成特许经营管理协议，东锦江索菲特大酒店改建為上海东锦江希尔顿逸林酒店。
該酒店设有850间客房、六间餐厅、一个健身俱乐部以及一個可容纳600人的会议设施。